# Karol Sidon
Karol Efraim Sidon (Praga, 9 agosto 1942) è un rabbino, scrittore e drammaturgo ceco.

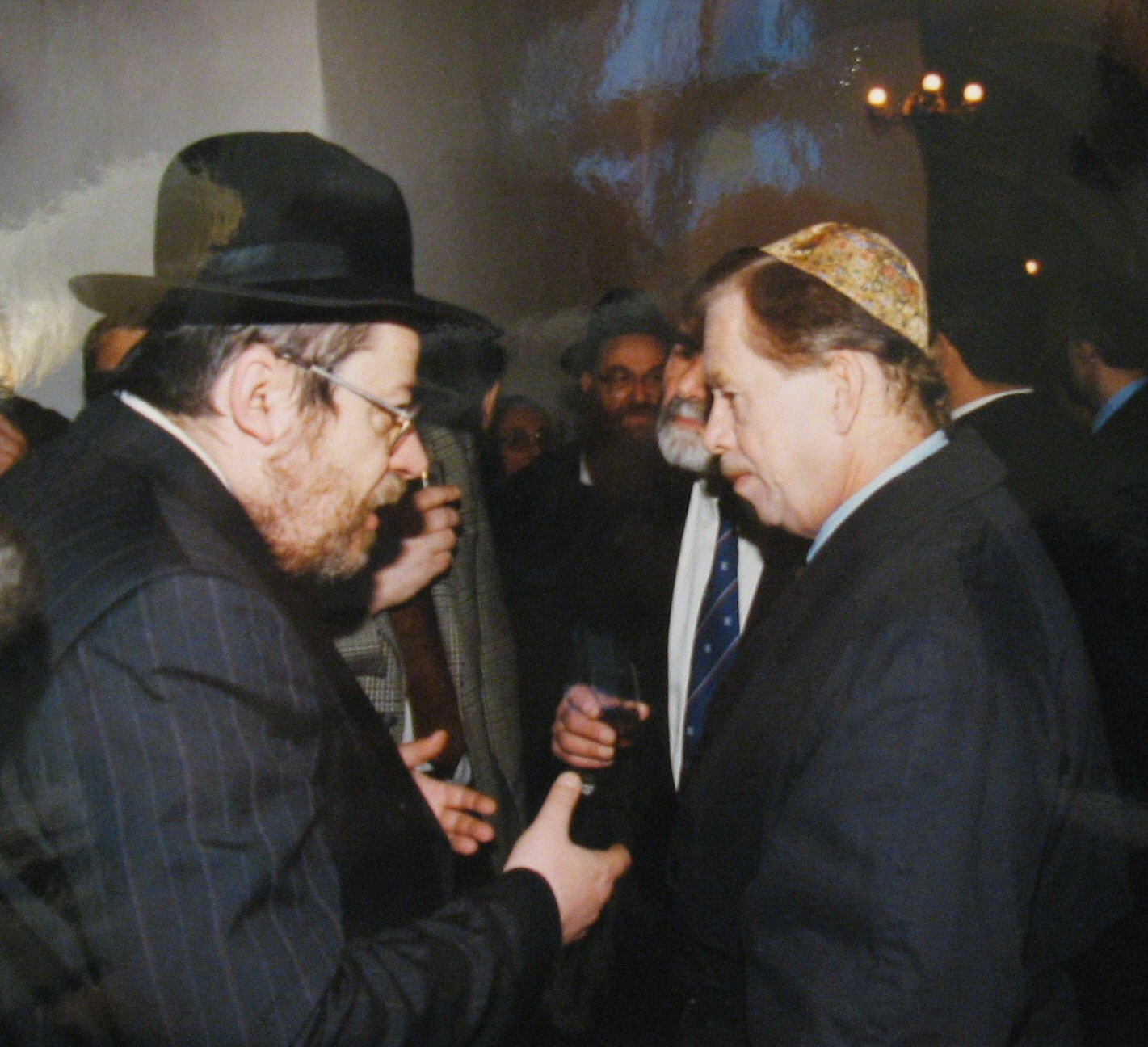
Karol Sidon parla con il presidente cecoslovacco Václav Havel

È il rabbino capo della Repubblica Ceca ed ex rabbino capo della città di Praga.

## Biografia
Nato a Praga durante la guerra, Karol Sidon è un lontano parente del rabbino Yosef Chaim Sonnenfeld. Suo padre, Alexander Sidon, era originario di Trnava, dove il suo prozio, Shimon Sidon, ricopriva il ruolo di rabbino, dopo una lunga espulsione di ebrei dalla città. Nel 1944, Alexander fu arrestato e imprigionato dalla Gestapo a Pankrác e a Terezin, dove fu torturato fino alla morte, avvenuta nello stesso anno. Karol fu tenuto nascosto nel Paese fino alla fine dell'occupazione. Sua madre lo ha allevato da sola fino al 1948, quando si risposò con un ebreo.
Nel 1960 iniziò gli studi presso l'Academy of Musical Art a Praga, dove cominciò a scrivere sceneggiature e spettacoli radiodrammi per la radio pubblica ceca - Český rozhlas. Fino al 1968 lavorò come produttore per il burattinaio ceco Jiří Trnka. Nello stesso anno Sidon pubblicò il suo primo libro, che divenne un cult, chiamato "Sen o mém otci" (Un sogno su mio padre), in cui l'autore racconta le difficoltà del crescere senza la figura del suo padre ebreo, morto in prigionia (sua moglie era cristiana). Nel 1977, firmò la Charta 77 e nel 1978 ricevette il premio "Jiří Kolář". Sidon si sposò con Marcela Třebická ed ebbe due figli, oggi attori, Daniel Sidon e Magdalena Sidonová.
Nel 1983 emigrò nella Germania Ovest e intraprese studi ebraici presso l'università Heidelberg. E' stato ordinato Rabbino dopo aver trascorso un periodo di tempo a Israele per gli studi. Tornò nella Repubblica Ceca nel 1992, dove diventò Rabbino capo di Praga.
Il Rabbino Sidon restaurò la comunità ebraica ortodossa. In aiuto vennero invitate molte giovani famiglie rabbiniche da Israele. Fondò la Lauder School (la scuola elementare venne chiamata Gur Aryeh e la scuola di grammatica venne chiamata Or Chadash), contribuì alla costruzione di un mikveh e all'istituzione di un bet midrash chiamato Tiferet Uzi (in onore del suo insegnante Uzi Kalchheim), del Beit Din.

### Tensioni nella comunità di Praga
Nel 2004 e nel 2005, Sidon e i suoi seguaci ebbero un conflitto con il Concilio della Comunità Ebraica di Praga. Ciò condusse alla breve estromissione di Sidon dal suo ruolo di Rabbino capo della città e dalla sua posizione di riferimento di rabbino della Sinagoga Vecchia-Nuova. Questo però non colpì il suo status di Rabbino della Repubblica Ceca, in quanto egli mantenne il supporto delle Federazioni delle Comunità Ebraiche.
Nell'aprile 2004, una coalizione guidata da Tomáš Jelínek è riuscita ad insediare una nuova leadership della comunità di Praga. Il loro obiettivo era quello di cambiare il modo in cui la comunità era gestita, in quanto era più aperta agli ebrei meno tradizionali. A giugno, con una mossa controversa, Sidon fu estromesso dalla sua posizione di capo della comunità e dalla sua sinagoga principale, la Sinagoga Vecchia-Nuova. Jelínek spiegò che Sidon non aveva adempiuto adeguatamente ai suoi doveri, ma quest'ultimo insieme al gruppo Roth ribatterono che la mossa era motivata politicamente e che questo non era altro che un tentativo di cambiare la natura ortodossa delle pratiche della comunità.
Il consiglio nominò l'americano Manis Barash come rabbino Chabad locale a guidare la sinagoga, suddividendo altri compiti rabbinici comuni tra Barash e altri due rabbini locali. Sidon portò Jelínek in un tribunale rabbinico israeliano. Il giudice stabilì che Barash avrebbe dovuto continuare a dirigere la sinagoga, ma Sidon affermò che Jelínek aveva fornito false testimonianze, in questo modo annullò la sentenza. Altre persone nella comunità condussero una campagna chiamata Community for All, per rimuovere la nuova leadership a causa di diversi licenziamenti e violazioni di privacy. A novembre, un'assemblea generale si riunì e votarono per la sostituzione di Jelínek e del suo gruppo in favore di un altro gruppo, guidato da Jakub Roth. Jelínek si oppose a questa decisione e insieme ad altri si barricò all'interno degli uffici con delle guardie del corpo che aveva assunto. L'estromissione definitiva fu confermata da un'altra votazione avvenuta il 20 dicembre. Anche stavolta, il gruppo di Jelínek contestò l'esito del voto, ma, nel gennaio del 2005, la Federazione nazionale delle Comunità Ebraiche riconobbe e accettò la decisione dell'assemblea.
Barash continuò a guidare la sinagoga. Jakub Roth, il vicepresidente della comunità, dichiarò alla stampa: "questo fa parte dell'impegno del locale Chabad per prendere in mano la vita religiosa della comunità. Abbiamo assistito ad una brutta incursioni di Chabad nel loro tentativo di impossessarsi la Sinagoga Vecchia-Nuova." Il 15 aprile 2005,  durante il Sabbath, ci fu uno scontro tra le due fazioni quando a Sidon fu offerta un'onorificenza da parte del gabbai Jacob Svab. La sinagoga dell'antico Quartiere Ebraico divenne teatro di una disputa emotiva tra il movimento Chabad e i seguaci di Sidon, il aveva spostato i suoi servizi presso la Sinagoga Alta. Verso la fine dell'anno le tensioni furono finalmente risolte con l'accordo, di tutte le parti, di fare nuove elezioni. L'8 dicembre, Il gruppo Community for All ottenne i tre quarti dei voti, mentre la Coalition for a Democratic Community di Jelínek si assicurò tre seggi nel consiglio. Gli ultimi tre andarono ai membri della comunità che non facevano parte di alcun gruppo. Il giorno dopo, Sidon tornò subito a ricoprire il suo ruolo.

## Opere
- Sen o mém otci, 1968, (Un sogno su mio padre)
- Sen o mně, 1970, (Un sogno su me stesso)
- Boží osten, 1975. (La Spina di Dio)
- Brány mrazu, 1977, (Cancelli di Gelo)
- Dvě povídky o utopencích, 1988, (Due storie sull'annegamento)
- Evangelium podle Josefa Flavia, 1974, (Il Vangelo secondo Josefa Flavia)

### Spettacoli
- Zákon, 1968, (The Law)
- Labyrint (cirkus podle Komenského), 1972, (Labyrinth, Il Circus secondo Comenius)
- Shapira, 1972, (Shapira)
- Zpívej mi na cestu, (Canta per me sulla strada)
- Maringotka Zuzany Kočové, (Carovana di Zuzana Kočová)

### Libri per bambini
- Pohádky ze čtyř šuplíčků, 1979, (Fiabe da quattro cassetti) (apparso sotto il nome di sua moglie Marcela Třebická).

### Opere dottrinali
Le sue opere dottrinali possono essere trovate sulla rivista Rosh Chodesh e sull'Annuario ebraico. Da questo punto di vista, è senza dubbio la più importante traduzione ceca dei Cinque Libri di Mosè, pubblicata da Sefer. Importante è anche la sua attività di traduzione: La Nuova Pasqua Haddadah di Praga, sidur (traduzione ancora inedita del libro di preghiere) e Machzor durante le festività.

### Chaim Cigan
Lo pseudonimo Chaim Cigan è il nome di uno dei suoi antenati. "Altschulova Metoda" (Il metodo di Altschul) è il primo di quattro libri (Piano live, Puzzle e Outsider), di una serie di fantascienza "che mescola politica, prigioni e la polizia segreta con il Medioevo, Mosè e la storia ebraica – un trille di fantascienza raccontato attraverso i continenti e le epoche."
- Metodo Atschul (2014)
- Piano live (2015)

### Filmografia
- Bohemia Docta aneb Labyrint světa a lusthauz srdce (2000) (Bohemia Docta o Labirinto del Mondo e Lusthauz del Cuore)
- Adam a Gabriel (1973) (Adamo e Gabriele)
- Otcové a děti (1971) (Padri e figli). Adattamento di un romanzo di Turgenev
- Dovidenia v pekle priatelia (1970) (Arrivederci all'Inferno, Amici)
- Vtáčkovia, siroty a blázni (Uccelli, orfani e sciocchi), regia di Juraj Jakubisko (1969)
- Zběhové a poutníci (1968) (Disertori e pellegrini)